# Edward J. Drea
Edward John Drea (* 1944) ist ein US-amerikanischer Militärhistoriker.
Drea besuchte das Canisius College in Buffalo. Nach Wehrdienst in Japan und Vietnam erhielt er seinen Bachelor-Abschluss an der Sophia-Universität in Tokio und wurde an der University of Kansas in moderner japanischer Geschichte promoviert.
Er war am Combat Studies Institute des Command and General Staff College in Fort Leavenworth und ist Leiter des Bereichs Forschung und Analyse des US Army Center for Military History sowie Historiker an der Abteilung Geschichte des US-Generalstabs in Washington, D.C. Er lehrte auch am Army War College.
Er befasste sich insbesondere mit der japanischen Armee und dem Pazifikkrieg. 2003 erhielt er den Samuel Eliot Morison Prize.

## Schriften (Auswahl)
- Japan’s Imperial Army: Its Rise and Fall, 1853–1945, University of Kansas Press 2009 (Modern War Studies)
- MacArthur’s ULTRA. Codebreaking and the War against Japan, 1942–1945, University of Kansas Press 1992
- mit Ronald H. Cole, Walter S. Poole, James F. Schnabel, Robert J. Watson, Willard J. Webb: History of the Unified Command Plan 1946–2012, Washington D. C. 2013
- McNamara, Clifford, and the burdens of Vietnam, 1965–1969, Washington D. C. 2011
- mit Lawrence S. Kaplan, Ronald D. Landa: The McNamara ascendancy, 1961–1965, Washington D. C. 2006 (Historical Office, Office of Secretary of Defense)
- In the service of the Emperor : essays on the Imperial Japanese Army, University of Nebraska Press 1998
- Defending the Driniumor : covering force operations in New Guinea, 1944, Washington D. C. 1984
- Nomonhan: Japanese-Soviet tactical combat, 1939, Fort Leavenworth, Combat Studies Institute 1981
- The 1942 Japanese general election : political mobilization in wartime Japan, Center of East Asian Studies, Univ. of Kansas 1979